# Робертс, Ричард Джон
Ричард Джон Ро́бертс (англ. Richard John Roberts; род. 6 сентября 1943, Дерби, Англия) — британский биохимик и молекулярный биолог. Открыл интроны в эукариотической ДНК и механизм сплайсинга. В 1993 году вместе с Филлипом Шарпом Робертс получил Нобелевскую премию по физиологии и медицине 1993 года «за открытие, независимо друг от друга, прерывистой структуры гена».
Член Лондонского королевского общества (1995).

## Биография
Ричард Джон Робертс родился 6 сентября в городке Дерби в семье автомеханика. Мать была домохозяйкой. Когда Робертсу исполнилось 4 года, семья переехала в городок Бат, где он и окончил школу. Школа была позже названа в его честь. В 1965 Робертс окончил Университет Шеффилда (Шеффилд) и поступил там же в аспирантуру. В течение одного года он практически закончил диссертацию по исследованию флавоноидов и, имея свободное время, заинтересовался молекулярной биологией. После защиты диссертации в январе 1969 года Робертс переехал в Гарвардский университет, где интенсивно занимался транспортной РНК и узнал о работах Даниела Натанса по рестрикционным ферментам, открывшим путь к детальному изучению ДНК. В 1973 году Робертс переехал в лабораторию в Колд Спринг Харбор (Нью-Йорк. Используя собранную коллекцию рестриктаз, известных ранее и обнаруженных в лаборатории, Робертс изучал аденовирус-2, в частности участки инициации и окончания считывания в вирусной матричной РНК. Однако, в определённый момент он переключился на исследование сплайсинга РНК.
В 1978 году получил стипендию Гуггенхайма.
В 1992 году перешёл в биотехнологическую компанию Нью-Ингланд Биолабс, которая наладила производство рестриктаз для лабораторного использования.
В 1993 году вместе Робертс и Шарп получили Нобелевскую премию по физиологии и медицине «за открытие, независимо друг от друга, прерывистой структуры гена».

## Общественная деятельность
В 2016 году подписал письмо с призывом к Greenpeace, Организации Объединённых Наций и правительствам всего мира прекратить борьбу с генетически модифицированными организмами (ГМО).